# Replikovací test
Replikovací test (Newcombeův pokus) je známý mikrobiologický experiment, jehož cílem je určit, zda organizmy mutují cíleně, tzn. zda vytváří takové mutace, jež jim umožní vypořádat se s aktuálními nepříznivými faktory v prostředí. Poprvé ho provedl H. B. Newcombe a výsledky publikoval v roce 1949 v Nature. Podobný cíl však má také fluktuační test (též Luriaův–Delbrückův experiment).
Newcombe nejprve kultivoval v Petriho misce kolonie bakterií. Následně přiložil na misku kulaté razítko, čímž se na něj překopírovaly bakteriální kolonie v přesném prostorovém uspořádání; toto razítko obtiskl do druhé misky. Díky tomu Newcombe získal dvě Petriho misky, z nichž každá kolonie měla svou „sesterskou“ kolonii na přesně stejném místě v druhé misce. V jedné z nich však bylo antibiotikum, které zabilo většinu kolonií a přežily jen ty, které díky jisté mutaci získaly k antibiotiku odolnost (rezistenci). Newcombe zjistil polohu těchto přeživších kolonií a našel si jejich příbuzné v druhé misce. Když z této druhé misky přenesl odpovídající kolonie do média s antibiotikem, zpravidla přežily (byly odolné vůči tomuto antibiotiku, stejně jako jejich příbuzné z misky s antibiotikem). Tím Newcombe dokázal, že tyto bakterie získaly rezistenci na antibiotikum již dříve, předtím, než se vůbec s tímto antibiotikem setkaly. To znamená, že bakterie mutují náhodně a nikoliv až v přítomnosti silného přírodního výběru.